# 박서경 (배우)
박서경(2009년 10월 18일~)은 대한민국의 배우이다.

## 출연

### 방송

#### 드라마
- 2019년 SBS 수목드라마 《시크릿 부티크》 - 어린 장도영 역 (김선아 아역)
- 2020년 JTBC 월화드라마 《날씨가 좋으면 찾아가겠어요》 - 어린 목해원 역 (박민영 아역)
- 2020년 tvN 주말드라마 《사이코지만 괜찮아》 - 어린 남주리 역 (박규영 아역)
- 2020년 KBS 2TV 주말드라마 《오! 삼광빌라!》 - 어린 이빛채운/박서연 역 (진기주 아역)
- 2021년 TV조선 주말드라마 《결혼작사 이혼작곡》 - 신지아 역
- 2021년 TV조선 주말드라마 《결혼작사 이혼작곡 2》 - 신지아 역
- 2021년 MBC 금토드라마 《옷소매 붉은 끝동》 - 원빈 홍씨 역
- 2022년 TV조선 주말드라마 《결혼작사 이혼작곡 3》 - 신지아 역
- 2022년 JTBC 주말드라마 《기상청 사람들 : 사내연애 잔혹사 편》 - 어린 진하경 역 (박민영 아역)
- 2022년 TVING 금토 오리지널 드라마 《아일랜드》 - 어린 원정 역
- 2024년 MBN 금토미니시리즈 《나쁜 기억 지우개》 - 어린 경주연 역 (진세연 아역)

### 영화
- 2020년 《조제》 - 어린 조제 역(한지민 아역)